# Eccritosia wirthi
Eccritosia wirthi är en tvåvingeart som beskrevs av Paramonov 1964. Eccritosia wirthi ingår i släktet Eccritosia och familjen rovflugor. Inga underarter finns listade i Catalogue of Life.